# Bantua robusta
Bantua robusta är en kackerlacksart som först beskrevs av Robert Walter Campbell Shelford 1908.  Bantua robusta ingår i släktet Bantua och familjen jättekackerlackor. Inga underarter finns listade.